# Madla, Mandya
Madla là một làng thuộc tehsil Mandya, huyện Mandya, bang Karnataka, Ấn Độ.